# (9135) Lacaille
(9135) Lacaille  es un asteroide perteneciente al cinturón de asteroides, descubierto el 17 de octubre de 1960 por Cornelis Johannes van Houten e Ingrid van Houten-Groeneveld desde el Observatorio Palomar, en Estados Unidos.

## Designación y nombre
Lacaille se designó inicialmente como 7609 P-L.
Más adelante fue nombrado en honor al astrónomo francés  Nicolas-Louis de Lacaille (1713-1762).

## Características orbitales
Lacaille orbita a una distancia media del Sol de 2,3101 ua, pudiendo acercarse hasta 2,0059 ua y alejarse hasta 2,6143 ua. Tiene una excentricidad de 0,1316 y una inclinación orbital de 6,4591° grados. Emplea en completar una órbita alrededor del Sol 1282 días.

## Características físicas
Su magnitud absoluta es 15,1.